# Friedrich Daniel Bassermann

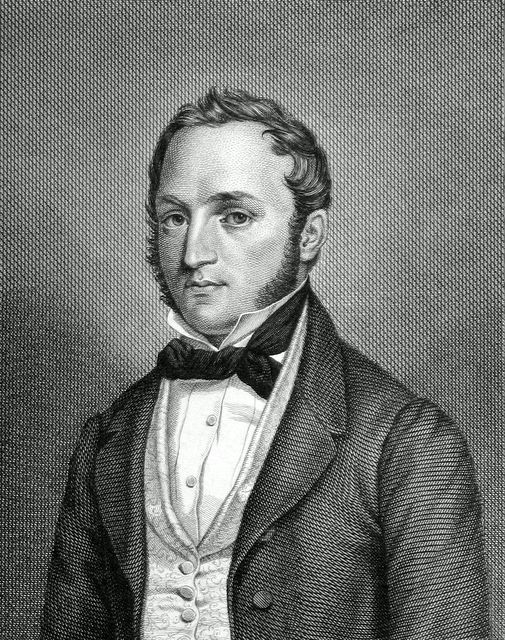
Friedrich Daniel Bassermann. Stahlstich von Carl Barth.

Friedrich Daniel Bassermann (* 24. Februar 1811 in Mannheim, Großherzogtum Baden; † 29. Juli 1855 ebenda) war ein deutscher Unternehmer und liberaler Politiker.
Er war einer der populärsten Abgeordneten in der Zweiten Kammer der Ständeversammlung des Großherzogtums Baden und maßgeblich an der Schaffung des ersten frei gewählten Parlaments für einen deutschen Nationalstaat, der Frankfurter Nationalversammlung, beteiligt.
Als Vorsitzender des Verfassungsausschusses und Unterstaatssekretär im Innenministerium der Provisorischen Zentralgewalt trug er wesentlich zur Reichsverfassung bei. Als Verleger gründete er mit der Deutschen Zeitung eine der einflussreichsten Zeitungen im Vorfeld der Revolution von 1848/49.

## Familie

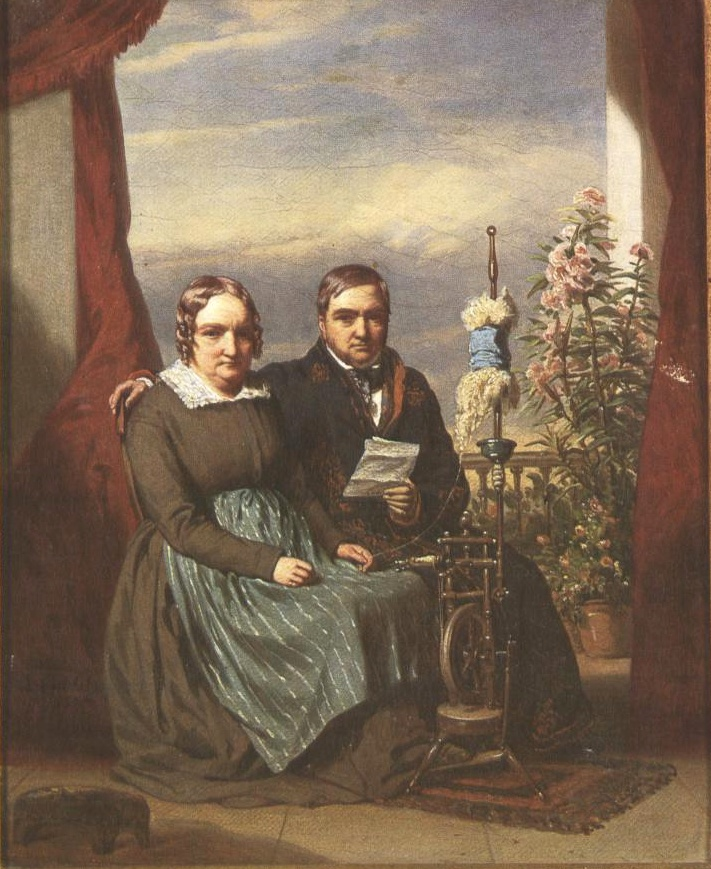
Louis Coblitz: Porträt Ehepaar Bassermann, Eltern von Friedrich Daniel Bassermann

Bassermann stammte aus einer bekannten badisch-pfälzischen Kaufmannsfamilie. Sein Urgroßvater Johann Christoph Bassermann heiratete 1736 die begüterte Witwe Katharina Parvinci und erwarb von seiner Schwiegermutter das Gasthaus „Zu den drei Königen“ in Heidelberg, das den Grundstein für den Aufstieg der Bassermanns legte. Sein Vater Friedrich Ludwig Bassermann war nach der Heirat mit Wilhelmine Reinhardt, Tochter des Mannheimer Oberbürgermeisters und Tuchhändlers Johann Wilhelm Reinhardt, als Kaufmann und Bankier einer der bedeutendsten Mannheimer Unternehmer und insbesondere im Handel mit Wein, Tabak, Getreide und Stoffen tätig. Das Haus der Familie stand am Mannheimer Marktplatz. Der nach seinem Großvater benannte Friedrich Daniel war von sechs das Erwachsenenalter erreichenden Kindern das zweitälteste und der älteste Sohn.
Friedrich Daniel Bassermann war verheiratet mit der Pfarrerstochter Emilie Karbach (1811–1872) und hatte fünf Kinder, darunter Emil Bassermann-Jordan, Besitzer des gleichnamigen Weinguts in Deidesheim und Otto Friedrich Bassermann, der den Bassermann Verlag nach dem Tod seines Vaters weiterführte.

## Ausbildung und Beruf
Nach Beendigung des Lyzeums begann Bassermann 1826 als Lehrling im Mannheimer Eisenhandelsgeschäft seines Onkels Johann Ludwig Bassermann und setzte seine kaufmännische Ausbildung bei mit der Familie befreundeten Handelsunternehmen in Paris und Le Havre fort. Ab 1829 besuchte er an der Universität Heidelberg Vorlesungen in Physik, Chemie und Botanik, gefolgt von einer praktischen drogistischen Ausbildung in Nürnberg. Während der Zeit in Heidelberg wurde er Burschenschafter in Erlangen und wahrscheinlich auch in Heidelberg 1829/30 bei der Alten Heidelberger Burschenschaft. Nachdem er in Nürnberg von einer Typhuserkrankung genesen war, beendete er seine Ausbildung durch Aufenthalte bei den Firmen Julius Stettner in Triest sowie Faber & Cie. in London. 1832 nahm er mit seinen Freunden Erhard Joseph Brenzinger, Mathy und Alexander von Soiron am Hambacher Fest teil. Ende 1833 machte er sich selbständig, indem er, finanziell unterstützt von seinem Vater, das Drogengeschäft, einen pharmazeutischen Chemie- und Kolonialwarengroßhandel, der Gebrüder Giulini in Mannheim erwarb. Auch durch den Beitritt Badens zum Zollverein konnte er sein Unternehmen in kurzer Zeit erheblich vergrößern und wurde dadurch in seiner Heimatstadt ein angesehener Kaufmann und bekanntes Mitglied des gesellschaftlichen Lebens.
Dies spiegelt sich insbesondere in seinem Engagement für das Kulturleben Mannheims wider. Er wurde in das Theaterkommittee des Nationaltheaters berufen und war Mitglied im Kunstverein sowie im Musikverein. 1835 gehörte er zu den Gründungsmitgliedern des Casinos, eines bürgerlichen Lesevereins.

## Politische Karriere

### Badische Zweite Kammer
1838 wurde Bassermann durch seine Wahl in den Kleinen Bürgerausschuss, dem er ab 1839 vorstand, kommunalpolitisch erstmals aktiv. Er gehörte wie auch David Hansemann in Aachen, Ludolf Camphausen in Köln oder August von der Heydt in Elberfeld zu denjenigen liberalen Politikern, die ihre politische Basis in den Kommunen hatten. In den größeren Städten hatten diese, von einigen Hansestädten abgesehen, die traditionellen Honoratioren weitgehend verdrängt.
Bereits im Folgejahr gehörte er zum Hallgartenkreis um Johann Adam von Itzstein. 1841 wurde Bassermann als Abgeordneter für Mannheim Mitglied der Zweiten Kammer der Ständeversammlung in Baden. Dort zählte er „durch die rückhaltlose Offenheit seiner Reden“ schnell zu den profiliertesten Oppositionspolitikern und war mit weiteren bekannten Abgeordneten wie beispielsweise dem 1842 in die Zweite Kammer gewählten populären Mannheimer Advokaten Friedrich Hecker befreundet, mit dem er allerdings später in grundlegende politische Konflikte geraten sollte. Das von Bassermann in einer Rede in der Zweiten Kammer geäußerte Bonmot, „dass das Volk nicht für die Regierung da sei, sondern die Regierung für das Volk“, brachte es zu großer Bekanntheit im Deutschen Bund. In der Zweiten Kammer erlangte Bassermann neben seinem Einsatz für bürgerliche Freiheiten insbesondere als Fachmann für badische Zoll-, Finanz- und Verkehrspolitik, wo er sich vor allem für den Bau von Eisenbahnlinien im Großherzogtum einsetzte, Einfluss. Daneben arbeitete Bassermann auch an der ersten und zweiten Auflage des Staatslexikons von Karl von Rotteck und Carl Theodor Welcker mit.
Bereits 1841 verkaufte er sein Geschäft aufgrund der politischen Karriere, die ihm keine Zeit für den Handel ließ, an seinen jüngeren Bruder Julius Bassermann und widmete sich ganz der Politik. 1843 organisierte Bassermann im Rahmen des Urlaubsstreits, bei dem die badische Regierung Beamten, die für die Opposition in die Zweite Kammer gewählt wurden, den Urlaub und damit die Wahrnehmung ihres Mandates verweigern wollte, die Ablehnung des Regierungsbudgets und erzwang mit dem ersten parlamentarischen Misstrauensantrag der deutschen Geschichte den Rücktritt des konservativen Ministeriums unter Blittersdorf. Die nachgiebigere Linie der auf Blittersdorf folgenden Minister Boeckh, Nebenius und insbesondere Bekk ermöglichte die Rückkehr des Großherzogtums Baden zur fortschrittlichen Politik Winters und die weitere Profilierung Bassermanns als Oppositionspolitiker.

### Die deutsche Einheit als politisches Programm
Im gleichen Jahr gründete Bassermann zusammen mit Karl Mathy in Heidelberg die später als Bassermann’sche Verlagsbuchhandlung firmierende Verlagsbuchhandlung. Deren bekannteste Publikation wurde die ab 1. Juli 1847 von Georg Gottfried Gervinus, Ludwig Häusser, Gustav Höfken, Karl Mathy und Karl Mittermaier herausgegebene liberal orientierte und für einen deutschen Nationalstaat argumentierende Deutsche Zeitung.

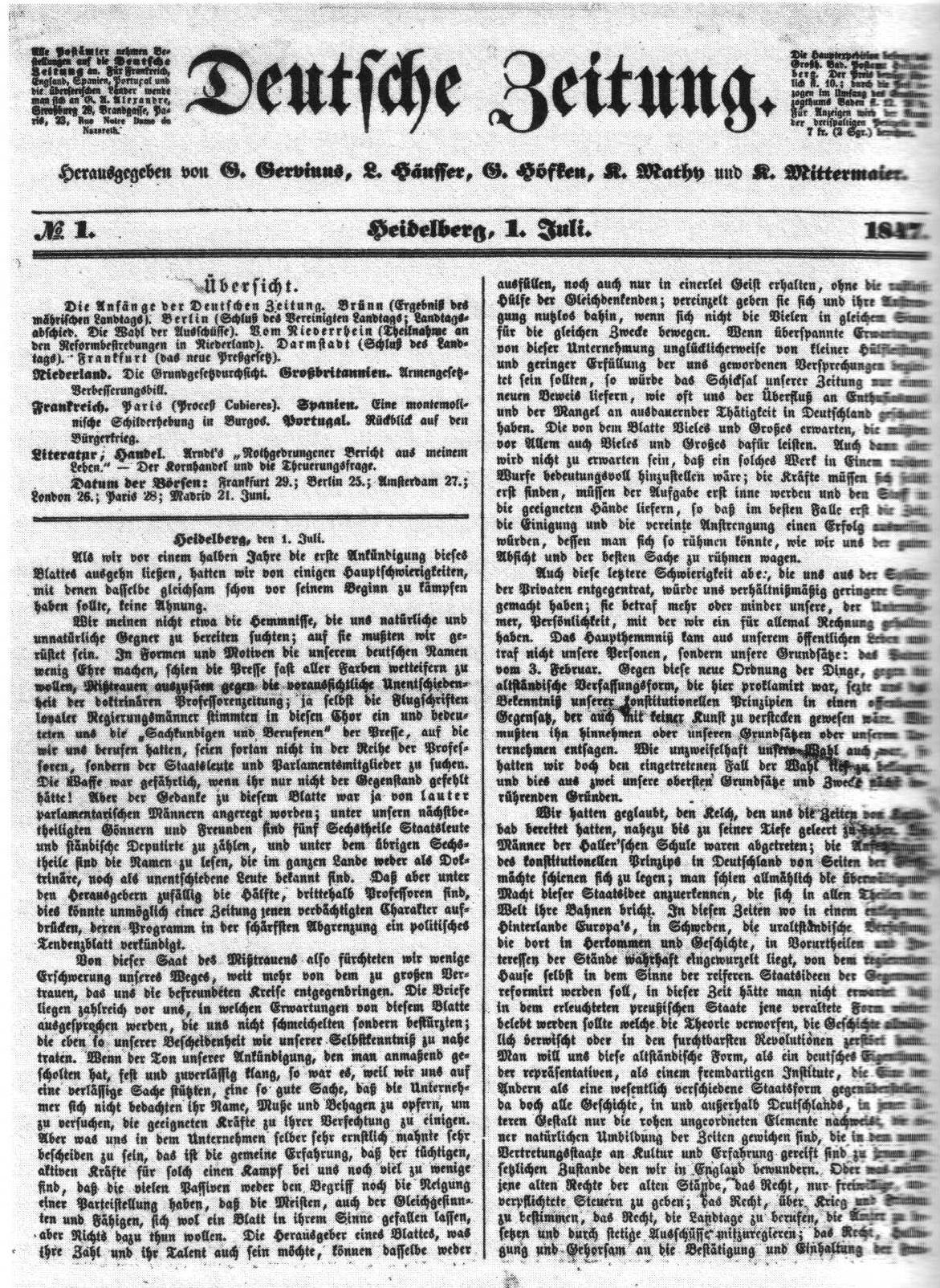
Erstausgabe der Deutschen Zeitung vom 1. Juli 1847

 Die Bedeutung der Deutschen Zeitung lag neben ihrem starken politischen Einfluss vor allem auch an ihrer Rolle als zentrales Netzwerk für Liberale aus verschiedenen deutschen Staaten, die als Korrespondenten, Berichterstatter, Aufsichtsräte und in anderen Funktionen für die Zeitung tätig wurden. Damit hatte die liberale Bewegung ein Organ zur Herausbildung gemeinsamer Positionen. Als Mitgründer, Verleger und wichtigster finanzieller Unterstützer der zwar als intellektuell und in ihrem Qualitätsanspruch führend geltenden, aber auch durch den bewusst auf den ganzen Deutschen Bund ausgerichteten Vertrieb wirtschaftlich stets Verlust tragenden Zeitung wurde Bassermann endgültig zum Sprachrohr der liberalen Bewegung in den Staaten des Deutschen Bundes und zu einem Vorkämpfer der deutschen Einigungsbewegung.
Am 15. April 1844 forderte Bassermann in einer Rede vor der Zweiten Kammer in Anknüpfung an einen Antrag Welckers von 1831 erstmals die Einberufung eines gesamtdeutschen Parlaments, um einen deutschen Nationalstaat zu schaffen. Diese Forderung wurde zwar von der badischen Regierung unter Alexander von Dusch als außerhalb der Kompetenzen abgelehnt, traf jedoch in nahezu allen Staaten des Deutschen Bundes den Nerv der Zeit. In der Folge wurde Bassermann ein oft eingeladener Redner auf politischen Volksversammlungen und wurde als einer der populärsten Politiker Süddeutschlands gefeiert.
Das politische Programm Bassermanns, der sich neben der Frage der deutschen Einheit insbesondere mit Themen der Wirtschafts-, Handels- und Finanzpolitik befasste, fand auch seinen Niederschlag in der Heppenheimer Tagung am 10. Oktober 1847, bei deren Organisation Bassermann zusammen mit Mathy, Itzstein und Hansemann eine wesentliche Rolle innehatte. Die von Mathy in der Deutschen Zeitung wiedergegebenen Tagungsergebnisse propagierten die – von Bassermann erst nach anfänglichem Widerstand unterstützte – Förderung und Erweiterung des Zollvereins zur Erreichung der staatlich-politischen Einheit Deutschlands sowie allgemein ein ökonomisches Programm, das die persönlichen Freiheitsrechte in den Vordergrund stellte und die Veränderungsprozesse der industriellen Revolution deutlich unterstützte.
In der revolutionären Stimmung kurz vor Ausbruch der französischen Februarrevolution begründete Bassermann in der Sitzung vom 12. Februar 1848 in einer ausführlichen Rede in der badischen Zweiten Kammer seinen eine Woche zuvor gestellten Antrag „dass durch Vertretung der deutschen Ständekammern am Bundestage ein sicheres Mittel zur Erzielung gemeinsamer Gesetzgebung und einheitlicher Nationaleinrichtungen geschaffen werde“. Hierbei rechtfertigte er die Forderung nach indirekter Vertretung des Volkes beim Deutschen Bund mit der Sicherung politischer Freiheiten sowie der Stärkung des National- und Einheitsgefühls, da bezogen auf den Deutschen Bund eine „herrschende Abneigung der Nation gegen ihre oberste Behörde“ bestehe. Nur durch eine Verfassung sei das Vertrauen wiederherzustellen. Damit setzte Bassermann eines der entscheidenden Signale für die Auslösung der Märzrevolution in Deutschland. Die aus dieser Forderung entstehende Bewegung führte zur Heidelberger Versammlung der 51 am 5. März 1848, die wiederum das Vorparlament vom 31. März bis zum 5. April in der Frankfurter Paulskirche initiierte. Bassermann nahm an beiden Veranstaltungen teil und konnte dort zusammen mit anderen gemäßigten Liberalen darauf hinwirken, dass die Schaffung einer Verfassung in Absprache mit dem Deutschen Bund im Rahmen einer konstituierenden Nationalversammlung und nicht die Schaffung einer von Hecker und Struve geforderten Revolutionsregierung von der anwesenden Mehrheit als dringendste Aufgabe angesehen wurde. Anschließend war Bassermann als von der badischen Regierung bestellter Vertrauensmann Vizepräsident des Siebzehnerausschusses, der die Arbeit an einer neuen Reichsverfassung vorbereitete.

### Die Frankfurter Nationalversammlung

Bassermann im Jahr 1848 (Stahlstich nach einem Gemälde von A. Friedmann)

Bei der darauf folgenden Wahl zur Frankfurter Nationalversammlung wurde Bassermann von den Wahlmännern mehrerer badischer Wahlkreise, aber auch vom friesischen Wahlkreis Kniphausen und dem vierten unterfränkischen Wahlkreis in Stadtprozelten, dessen Wahl er annahm, zum Abgeordneten gewählt. Ab dem ersten Sitzungstag, dem 18. Mai 1848, war Bassermann in Frankfurt, später ließ er seine Familie nachkommen und bezog mit dieser eine Wohnung in der Bleichstraße.
Vom 9. August 1848 bis zum Ausscheiden Heinrich von Gagerns als Ministerpräsident am 10. Mai 1849 fungierte Bassermann als Unterstaatssekretär im Innenministerium der Provisorischen Zentralgewalt. Zwei Mal war er als Gesandter dieser behelfsmäßigen Exekutive in der preußischen Hauptstadt Berlin. Als Vorsitzender des in der fünften Sitzung am 24. Mai 1848 eingesetzten dreißigköpfigen Verfassungsausschusses der Nationalversammlung war Bassermann einer der zentralen Politiker in der Nationalversammlung und zusammen mit Gagern einer der Väter der Paulskirchenverfassung. Geleitet von realpolitischen Grundsätzen strebte er als führender Vertreter der Casino-Fraktion die kleindeutsche Einigung Deutschlands in einer konstitutionellen Monarchie unter preußischer Führung an:
„Mein Glaubensbekenntnis war der Entwurf der 17er, von dessen erblichem Kaiser ich indes schon damals erklärte, dass mehr die Ereignisse als die Versammlung über ihn zu bestimmen haben würden.“
Die durch die Märzrevolution bedingte Veränderung der politischen Landschaft führte dazu, dass aus Bassermann, der in der badischen Zweiten Kammer, dem damals als am liberalsten geltenden Parlament im Deutschen Bund, die Rolle eines führenden Redners der Opposition innehatte, ein Mann der rechten Mitte wurde, der von der sich rasch herausbildenden radikaldemokratischen und frühsozialistischen Linken um Friedrich Hecker und Gustav Struve aus sozialpolitischen Gründen, insbesondere aber auch wegen mangelnder Radikalität angefeindet wurde. Umgekehrt betrachtete Bassermann es als eine seiner wichtigsten Aufgaben, dass die durch die Märzrevolution hervorgerufene Bewegung nicht in die von ihm befürchtete Anarchie umschlägt, sondern auf dem Weg des Parlamentarismus und der Verhandlung mit den bestehenden Regierungen des Deutschen Bundes blieb. Bereits im April 1848 hatte sich Bassermann in der badischen Zweiten Kammer gegen die politische Mobilisierung von Volksmassen und die Forderung nach einer Revolution mit radikalem Umsturz der politischen Verhältnisse gewandt:
„Nichts ist gefährlicher als durch Übertreibungen in den Gemütern die Reaktion herbeizuführen; es kann dahin kommen, dass viele Bürger am Ende, im Unverstand allerdings, sagen: Lieber keine Freiheit, als keine Ordnung.“
Damit begab er sich in Widerspruch zur Linken, die eine radikalere Lösung forderte und durch entsprechende Agitation und mehrere Volkserhebungen wie beispielsweise beim badischen Heckeraufstand auch aktiv anstrebte. Diese Aktionen waren insbesondere beeinflusst von den durch die Missernten 1846 und 1847 hervorgerufenen Hungerunruhen sowie der wirtschaftlichen Situation der vom Aufbrechen traditioneller sozialer Strukturen betroffenen Tagelöhner, Handwerker und Kleinbauern. Hierbei bekämpfte die Linke nicht nur die Aristokratie und den Klerus, sondern alle, die sie für Profiteure der alten ständischen Ordnung sowie der neuen, durch die industrielle Revolution ausgelösten, wirtschaftlichen Veränderungen hielt, darunter auch die wohlhabenderen Kaufleute und Industriellen, die im Gegensatz zur Klientel der Radikaldemokraten von der neuen Ordnung direkt profitierten.
Die Linke warf diesen Personengruppen vor, nicht an der Republik und an Gleichheit, sondern nur an der Verbesserung der ökonomischen Freiheit einiger Weniger, nämlich den wirtschaftlichen Rahmenbedingungen für die Besitzenden, interessiert zu sein. Für die radikaldemokratische Linke war Bassermann somit ein „Pfeffersack“ und ein „Verräter des Volks“, Karl Marx bezeichnete ihn in der Neuen Rheinischen Zeitung als „Brutus Bassermann“. Kurz und prägnant erfuhr Julius Bassermann diese Haltung 1848 von Freischärlern mit den Worten „Was Bassermann heißt, gehört eine Kugel in den Kopf und ein Stich in den Leib“.

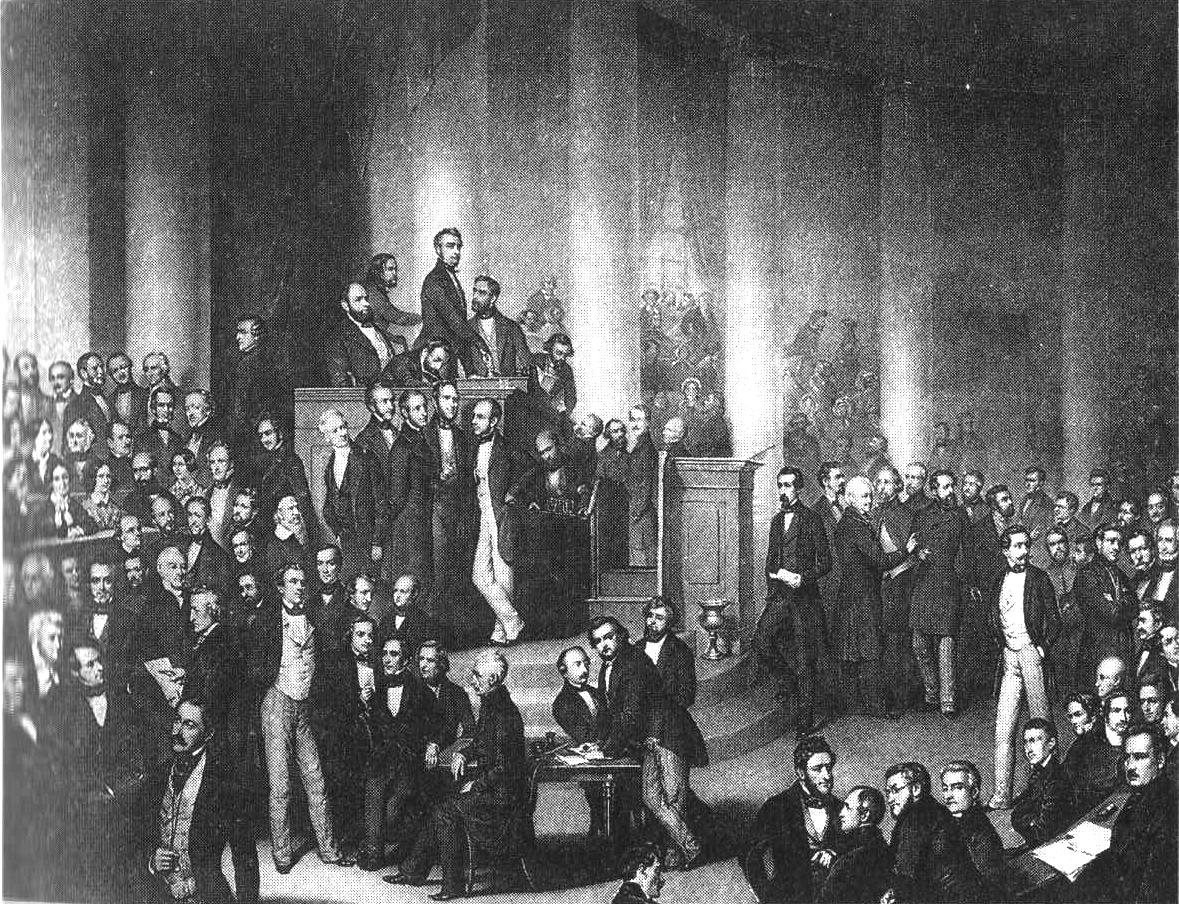
Diskussion in der Paulskirche. Bassermann (mit weißer Hose) steht rechts in der Gruppe vor dem Präsidiumspult. Lithografie nach einem Gemälde von Paul Bürde.

Aufgrund der Rede Bassermanns am 18. November 1848 in der Frankfurter Nationalversammlung über die Zustände in Berlin:
„Spät kam ich an, durchwanderte aber noch die Straßen und muß gestehen, daß mich die Bevölkerung, welche ich auf denselben, namentlich in der Nähe des Sitzungslokals der Stände, erblickte, erschreckte. Ich sah hier Gestalten die Straße bevölkern, die ich nicht schildern will.“
entstand das geflügelte Wort von den Bassermannschen Gestalten. Die Passage wurde insbesondere von den linken Gegnern Bassermanns verwendet, die diese Aussage als bourgeoise Haltung zu den Problemen der Armut ansahen und damit beweisen wollten, dass Bassermann die hinter der revolutionären Bewegung stehenden materiellen Probleme des Großteils der Bevölkerung nicht sehen wolle. Umgekehrt wurden die Bassermannschen Gestalten von der konservativ-reaktionären Seite gegen die Politik der Casino-Fraktion ins Feld geführt, da der darin bezeichnete Pöbel nicht in der Lage sei, als Souverän eines Nationalstaats zu agieren.
Die Arbeit des von Bassermann geleiteten Verfassungsausschusses erreichte am 28. Dezember 1848 einen ersten Meilenstein, als im Reichsgesetzblatt das Reichsgesetz betreffend die Grundrechte des deutschen Volkes vom 27. Dezember 1848 verkündet wurde, welches dem deutschen Volk umfangreiche Grundrechte mit sofortiger Wirkung zuerkannte. Bassermann war klar, dass vor dem Hintergrund der beginnenden Gegenrevolution vor allem in Preußen und Österreich das Verfassungswerk in Gefahr war und drängte in der Nationalversammlung auf eine Beschleunigung der Verhandlungen. „Ich fürchte, der Particularismus in Deutschland schreitet schneller vorwärts, als unser Verfassungswerk“.
Nach langen und kontroversen Verhandlungen, insbesondere um die zukünftige Staatsform, verabschiedete die Nationalversammlung am 28. März 1849 eine vollständige Reichsverfassung auf der Grundlage einer Konstitutionellen Monarchie. Diese sah ein erbliches Staatsoberhaupt vor, das nach der zu jener Zeit gegebenen politischen Situation nur der preußische König Friedrich Wilhelm IV. sein konnte. Damit war die kleindeutsche Lösung ohne den deutschsprachigen Teil des Vielvölkerstaates und Kaiserreichs Österreich gültiger Beschluss.

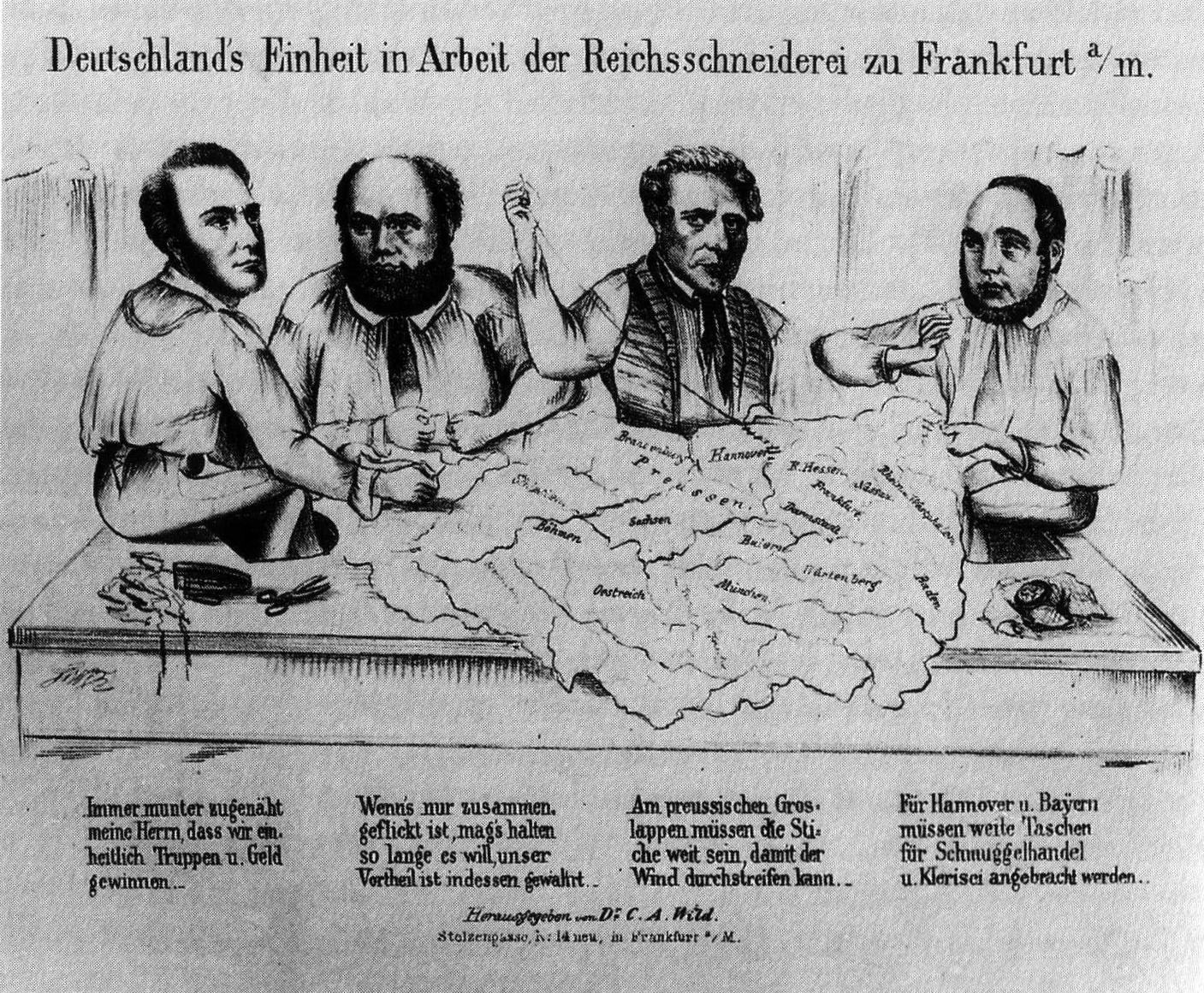
Karikatur auf die Nationalversammlung. Von links: Heinrich von Gagern, Alexander von Soiron, Carl Theodor Welcker und Bassermann.

Bassermann selbst hatte in seiner ersten Mission als Reichskommissar vom 7. bis zum 17. November 1848 in Berlin mit der preußischen Regierung und Friedrich Wilhelm IV. über diese Lösung verhandelt und dabei insbesondere auf die für die gesellschaftliche Ordnung bestehende Gefahr von der radikalen Linken hingewiesen, die drohe, wenn die Staaten des Deutschen Bundes sich nicht an einen konstitutionellen Nationalstaat bänden. Am 3. April 1849 war Bassermann Teil der aus 32 Personen bestehenden Kaiserdeputation, die Friedrich Wilhelm in Berlin die deutsche Kaiserkrone anbot.
Das Lebenswerk Bassermanns brach zusammen, als Friedrich Wilhelm die Krone ablehnte und damit die Arbeit der Nationalversammlung zunichtemachte. Der preußische König glaubte sich seit der Niederschlagung des Oktoberaufstands in Wien und nach der Spaltung der Opposition in Radikaldemokraten und gemäßigte Liberale stark genug, jegliche Verständigung mit der Nationalversammlung ablehnen zu können. Die daraufhin mit der letztlich aussichtslosen Reichsverfassungskampagne folgende Eskalation der Märzrevolution, die durch die republikanisch und teilweise sozialistisch motivierten Maiaufstände, beispielsweise im Rahmen der Badischen Revolution, dem Dresdner Maiaufstand, dem Pfälzer Aufstand und bei Unruhen in der preußischen Rheinprovinz noch einmal bürgerkriegsähnliche Ausmaße annahm, bestätigte nicht nur die preußische Strategie.
Sie führte auch endgültig zur Desavouierung der gemäßigten Liberalen, die nun sowohl von links als Verräter an der Revolution, als auch von rechts als Mitschuldige am republikanischen Chaos angefeindet wurden. Angesichts der preußischen Politik merkte Marx höhnisch an, dass „Bassermann, der Spökenkieker, selbst zu einer ‚Bassermannschen Gestalt‘“ geworden sei. So war auch Bassermanns zweitem Aufenthalt als Reichskommissar in Berlin vom 26. April bis zum 10. Mai 1849, bei dem er den preußischen König auch über den Willen der sich radikalisierenden und langsam auflösenden Nationalversammlung hinweg durch umfangreiche Konzessionen und Verfassungsänderungen zur Annahme der Kaiserwürde bewegen wollte, kein Erfolg beschieden. Am 21. Mai 1849, neun Tage vor dem Ende der Nationalversammlung in Frankfurt, legte Bassermann, wie viele Liberale in den Tagen vorher und nachher, sein Abgeordnetenmandat nieder, da nach seiner Meinung „die Beschlüsse der Nationalversammlung seit dem 4. Mai nicht mehr eine Einigung Deutschlands, sondern den Bürgerkrieg [fördern]“. Viele Liberale zogen sich angesichts der ausufernden Gewalt aus der Politik zurück und warteten die Niederlage der Radikaldemokraten, die endgültig mit dem Fall der Bundesfestung Rastatt am 23. Juli 1849 in Baden erfolgte, und die darauf folgende Phase der konservativen Reaktion ab.

## Nach der Nationalversammlung

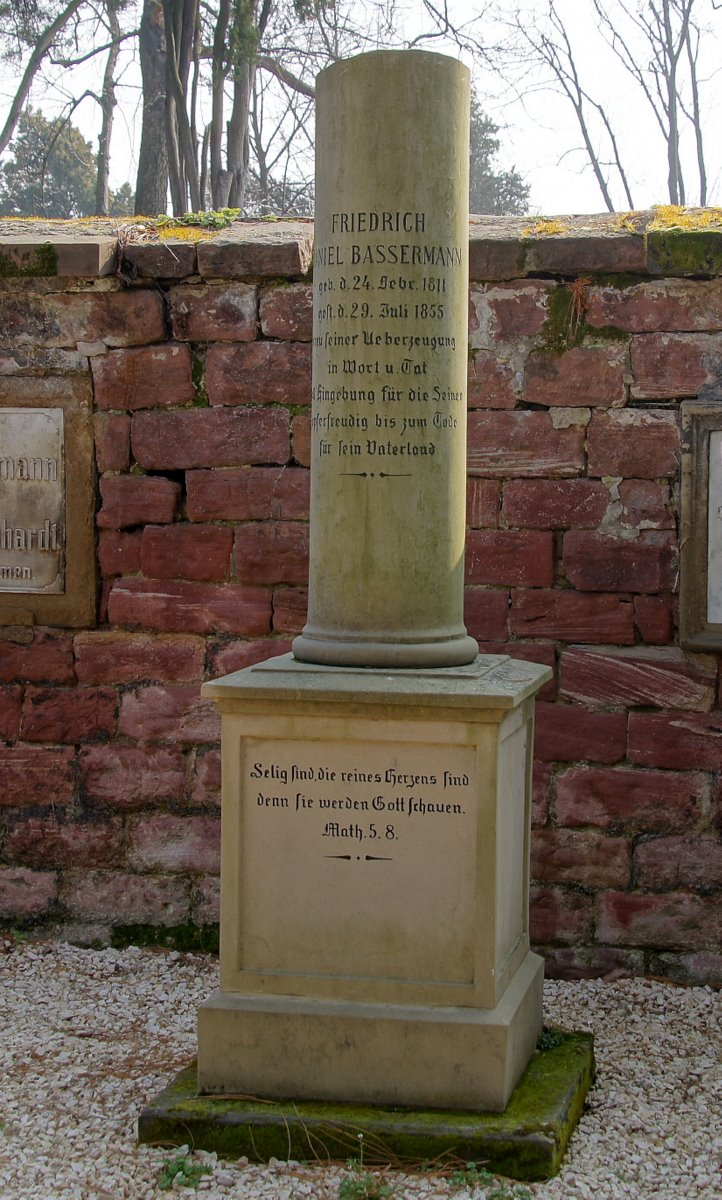
Grab Bassermanns in Mannheim

Zwar unterstützte Bassermann noch die von Radowitz konzipierte und erfolglos endende Erfurter Union, indem er im Juni 1849 an der Gothaer Versammlung teilnahm und 1850 für den neunten rheinischen Wahlkreis in Kreuznach Abgeordneter im Volkshaus des Erfurter Unionsparlaments wurde, doch er selbst spürte, dass seine politischen Positionen nicht mehr gefragt waren und war von der Niederlage gesundheitlich angegriffen. Sein Sohn urteilte:
„Es ist mir heute ganz erklärlich, wenn dieser von Haus aus kerngesunde Körper sich in den zwei Jahren gänzlich aufreiben musste. Vater war der Hauptsprecher seiner Partei und musste stets kampfbereit den Angriffen der Linken gegenübertreten können. […] Da der Tag nicht ausreichte, um sich auf alles vorzubereiten, was allenfalls möglicherweise am nächsten Tag herantreten konnte, wurden eben die Nächte zu Hilfe genommen, sodass er meist nicht mehr als 2–3 Stunden schlief. Der eigentliche gesundheitliche Zusammenbruch erfolgte nach seiner Rückkehr von Berlin, resp. nach der bald darauf erfolgenden definitiven Ablehnung der Kaiserkrone durch Friedrich Wilhelm IV.“
Das Scheitern eines konstitutionell verankerten Nationalstaats warf er in den 1849 seinem Sohn diktierten Denkwürdigkeiten in bitteren Worten dem Verhalten und der „Kurzsichtigkeit“ der radikalen Linken vor. 1851 schied er aus der badischen Zweiten Kammer und beschränkte sich auf sein im gleichen Jahr erworbenes Mandat in der Großen Bürgerversammlung seiner Heimatstadt Mannheim, der er bis zu seinem Tod angehörte. Ein bürgerliches Leben nach der Politik konnte er sich nicht mehr aufbauen. 1855 starb Bassermann durch Suizid, er erschoss sich (krank und behindert durch ein Augenleiden) einen Tag nach der Goldenen Hochzeit seiner Eltern.
Sein Grabmal auf dem Mannheimer Hauptfriedhof besteht aus einer abgebrochenen Säule auf kassettiertem Sockel aus gelbem Sandstein.

## Werke (Auswahl)
- Deutschland und Rußland. Heinrich Hoff, Mannheim 1839. BSB.
- Brief an einen Abgeordneten über die Erübrigungsfrage des bayerischen Staatrechts. Bassermann, Mannheim 1843.
- Brief an einen Abgeordneten über die Erübrigungsfrage des bayerischen Staatsrechts. Vom Verfasser des "Versuchs über die ständischen Budgets-Modifikationen und die Erübrigungen. Friedrich Bassermann, Mannheim 1843. BSB.
- Motion des Abgeordneten Bassermann über die Vertretung der deutschen Stände-Kammern am Bundestage. 1847.
- Der unwahre Bericht, welchen der Reichscommissar Hr. Bassermann zu Frankfurt a.M. über die hiesigen Verhältnisse und namentlich über das Verfahren der preußischen National-Versammlung abgestattet hat. Krause, Berlin 1848.
- Der Unterstaats-Sekretair und Reichs-Kommissar Bassermann hat in der Sitzung der Frankfurter Verfassung gebenden Versammlung v. 18. d. über seine Mission in Berlin einen Bericht erstattet Krause, Berlin 1848.
- Rede gehalten in der 146. Sitzung über den Häusser'schen Bericht, die Motion von Baum auf Vorlage eines Wahlgesetzes zur Berufung einer verfassunggebenden Versammlung betreffend. 1848.